# 鄭桂先
鄭桂先（韓語：정계선；1969年8月2日—）是韩国法律工作者，现任韩国宪法法院法官。她于2024年12月26日根据共同民主党的推荐由国会提名，并于2024年12月31日由代理总统崔相穆正式任命为宪法法院法官。她是继金福馨法官之后第八位在宪法法院任职的女性。

## 早年生活和教育
鄭桂先于1969年8月2日出生于江原道襄阳郡。 她毕业于忠州女子高等學校。1987年，她搬到首尔并就读于首尔大学医学院。在观看了《为了所有人的正义》后，她决定去读法学院；她对法律的兴趣也是受到全泰壹传记的影响。1993年，她毕业于首尔国立大学法学院。1995年，她以最高分数通过了第37届司法资格考试。
鄭桂先有一个姐姐和一个弟弟。

## 早期司法生涯
1998年，鄭桂先作为首尔地方法院的实习法官开始了她的司法生涯。自2000年起，她分别担任了首尔行政法院、清州地方法院忠州分院、议政府地方法院高阳分院以及首尔南部地方法院的法官。2010年，她担任首尔高等法院法官，并调到宪法法院工作。2013年，她被提升为蔚山地方法院院长。2015年任司法研究培训学院教授。2017年至2024年，她担任首尔中央地方法院、首尔西部地方法院，以及首尔南部地方法院等首尔各法院的院长。
2018年，在首尔中央地方法院任职期间，鄭桂先被任命为第一位专门审理腐败贿赂案件的女法官。在此职位上，她主持了对前总统李明博贪污指控的审判，并判处李明博15年监禁和130亿韩元的罚款。鄭桂先还曾担任“我们的法律研究协会”会长以及国际人权法研究协会会长。

## 韩国宪法法院法官
2024年12月4日，共同民主党宣布推荐鄭桂先出任宪法法院法官。12月23日，国会举行了鄭桂先的任命听证会，但遭到国民力量党抵制。 12月26日，国会投票通过了鄭桂先的提名。12月31日，代理总统崔相穆正式任命鄭桂先为宪法法院法官。 鄭桂先的任期于2025年1月1日开始。